# Drugi gabinet Williama Pitta Młodszego

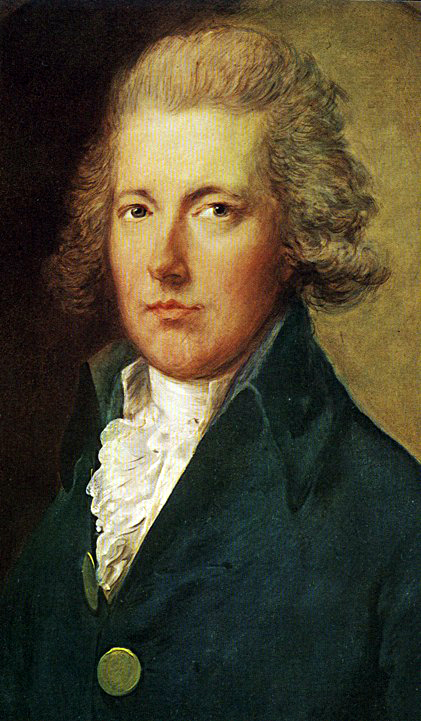
William Pitt Młodszy, premier, pierwszy lord skarbu, kanclerz skarbu

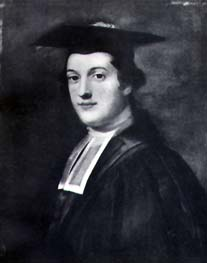
Książę Portland, lord przewodniczący Rady, minister bez teki

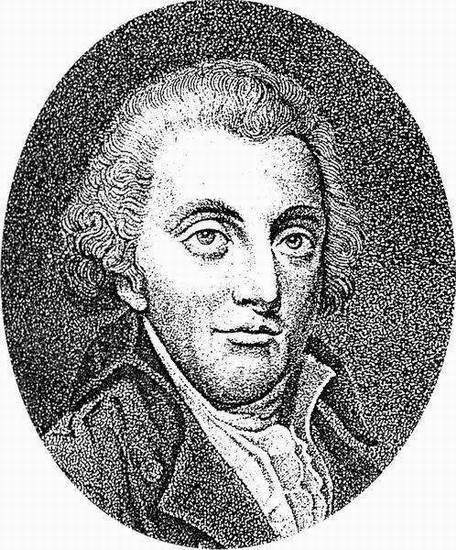
Wicehrabia Sidmouth, lord przewodniczący Rady

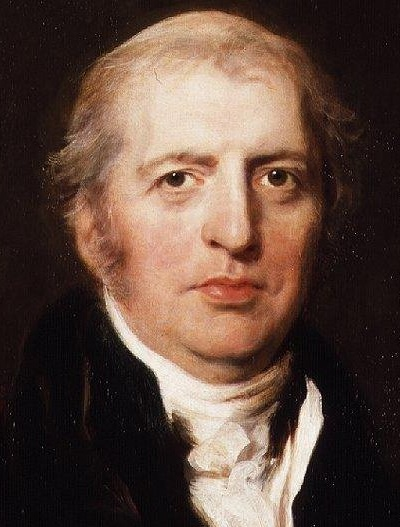
Baron Hawkesbury, minister spraw wewnętrznych

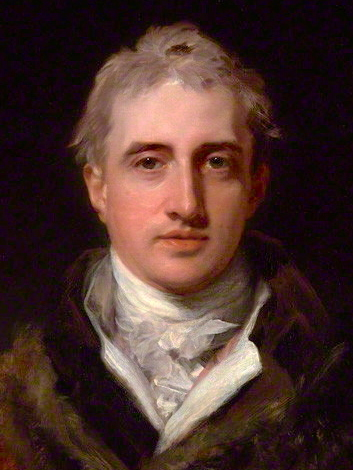
Wicehrabia Castlereagh, minister wojny i kolonii, przewodniczący Rady Kontroli

Drugi gabinet Williama Pitta Młodszego – istniał od 10 maja 1804 do śmierci premiera 23 stycznia 1806.

## Skład gabinetu
| Urząd                                        | Imię i nazwisko | Kadencja                 |
| -------------------------------------------- | --- | ------------------------ |
| Premier Pierwszy Lord Skarbu Kanclerz skarbu | William Pitt Młodszy                                                                                                | 1804–1806                |
|                                              | |                          |
| Lord kanclerz                                | John Scott, 1. baron Eldon                                                                                          | 1804–1806                |
| Lord przewodniczący Rady                     | William Cavendish-Bentinck, 3. książę Portland Henry Addington, 1. wicehrabia Sidmouth John Pratt, 2. hrabia Camden | 1804–1805 1805 1805–1806 |
| Lord tajnej pieczęci                         | John Fane, 10. hrabia Westmorland                                                                                   | 1804–1806                |
| Minister spraw zagranicznych                 | Dudley Ryder, 2. baron Harrowby Henry Phipps, 1. baron Mulgrave                                                     | 1804–1805 1805–1806      |
| Minister spraw wewnętrznych                  | Robert Jenkinson, 2. baron Hawkesbury                                                                               | 1804–1806                |
| Minister wojny i kolonii                     | John Pratt, 2. hrabia Camden Robert Stewart, wicehrabia Castlereagh                                                 | 1804–1805 1805–1806      |
| Pierwszy lord Admiralicji                    | Henry Dundas, 1. wicehrabia Melville Charles Middleton, 1. baron Barham                                             | 1804–1805 1805–1806      |
| Generał artylerii                            | John Pitt, 2. hrabia Chatham                                                                                        | 1804–1806                |
| Przewodniczący Zarządu Handlu                | James Graham, 3. książę Montrose                                                                                    | 1804–1806                |
| Przewodniczący Rady Kontroli                 | Robert Stewart, wicehrabia Castlereagh                                                                              | 1804–1806                |
| Kanclerz Księstwa Lancaster                  | Henry Phipps, 1. baron Mulgrave Robert Hobart, 4. hrabia Buckinghamshire Dudley Ryder, 2. baron Harrowby            | 1804–1805 1805 1805–1806 |
| Minister bez teki                            | William Cavendish-Bentinck, 3. książę Portland                                                                      | 1805–1806                |